# Philippe Lacheau
Philippe Lacheau (Fontenay-sous-Bois, 25 giugno 1980) è un attore, comico, cabarettista, sceneggiatore e regista francese.

## Biografia
Meglio conosciuto con lo pseudonimo di Fifi, iniziò la sua carriera come comico. Scoperto da Mickaël Youn al "Morning Live", su Fun TV, vince la possibilità di presentare uno spettacolo di un'ora dopo aver inviato un piccolo sketch. È stato quindi assunto come co-conduttore di "Total Fun", sempre su Fun TV. Lì, si è fatto un nome soprattutto per i suoi sketches, girati con i suoi amici, che sono diventati rapidamente la Fifi Gang. Dopo Total Fun, lo si può trovare nello show "Pour le Meilleur et pour le Fun" sullo stesso canale. Ha poi lavorato su Canal + nel 2004. L'anno seguente, è stato al "Michel Denisot" al Grand Journal, ancora con la sua Band di Fifi, per vari sketches. Nel 2007, ha lasciato tutto per seguire il percorso della commedia. Tuttavia, è tornato sul piccolo schermo nel 2009, per l'adattamento di un gioco giapponese, in onda su W9 e intitolato "Chut Chut" (l'idea gli è stata suggerita da Christophe Dechavanne). Il comico si unisce a una nuova band, quella di Ruquier in "On va segêner" o "On a tout revisé". Ha recitato nella serie web di Canal + "Les coups Lisses" alla fine del 2010, è poi nel cast della commedia romantica "L'Arnacoeur" al fianco di Romain Duris e Vanessa Paradis, prima di ottenere un piccolo ruolo in "La Grande Boucle" nel 2013. Coscrive e interpreta un piccolo ruolo nel film "Parigi a tutti i costi". Un'esperienza che gli permette di mettere a punto un progetto che gli sta a cuore: la realizzazione del suo primo lungometraggio. Inizia le riprese della commedia  "Babysitting" dove interpreta il ruolo principale insieme a molti membri della Gang di Fifi. Questo primo risultato ha riscosso un inaspettato successo al botteghino (oltre 2 milioni di spettatori), oltre a due premi: premio speciale e premio della giuria al festival Alpes d'Huez nel 2014. Forte del suo successo, viene prodotto un sequel nel 2015, "Babysitting 2" . Ha poi scritto e diretto "Alibi.com", una commedia che ha riscosso ancora una volta un notevole successo nelle sale francesi (oltre tre milioni di spettatori). Lì interpreta Greg, che ha fondato una società creando qualsiasi tipo di alibi: con Augustin il suo socio e Medhi il suo nuovo impiegato, escogitano stratagemmi e scene mirabolanti per coprire i loro clienti.
Nel 2017, Philippe Lacheau ha avviato un progetto ambizioso: il film "Nicky Larson e il profumo di Cupido", una commedia d'azione adattata dal manga cult, che dirige, scrive e per il quale interpreta il ruolo del famoso detective privato, amante di belle ragazze. Il resto del cast è composto da attori con cui ha già lavorato (Élodie Fontan, Tarek Boudali, Julien Arruti), ma anche da nuovi arrivati, come Pamela Anderson. Ha partecipato al film "Sposami, stupido!" (2017) di Tarek Boudali, dove ha interpretato la parte di Fred. Recita anche nei film "Jour J" del 2017, "Brillantissime" e "City Hunter" del 2018. Partecipa alla sceneggiatura di "Christ (off)" del 2018.

## Vita privata
Philippe Lacheau ha avuto una relazione con l'attrice Reem Kherici, mentre dal 2016 è compagno dell'attrice Élodie Fontan, con cui ha recitato in alcuni film. Nel dicembre 2019 è nato il loro primo figlio, Raphael. Ha un fratello, Pierre Lacheau, sceneggiatore.

## Filmografia

### Attore

#### Cinema
- Il truffacuori (L'arnacoeur), regia di Pascal Chaumeil (2010)
- Stars 80, regia di Frédéric Forestier e Thomas Langmann (2012)
- La grande boucle, regia di Laurent Tuel (2013)
- Parigi a tutti i costi (Paris à tout prix), regia di Reem Kherici (2013)
- Babysitting, regia di Nicolas Benamou e Philippe Lacheau (2014)
- Babysitting 2, regia di Nicolas Benamou e Philippe Lacheau (2015)
- Jour J, regia di Reem Kherici (2017)
- Alibi.com, regia di Philippe Lacheau (2017)
- Sposami, stupido! (Épouse-moi mon pote), regia di Tarek Boudali (2017)
- Brillantissime, regia di Michèle Laroque (2018)
- Nicky Larson et le Parfum de Cupidon, regia di Philippe Lacheau (2019)
- 30 Jours max, regia di Tarek Boudali (2020)
- Haters, regia di Stéphane Marelli (2021)
- Supereroe per caso (Super-héros malgré lui), regia di Philippe Lacheau (2021)
- 2 matrimoni alla volta (Alibi.com 2), regia di Philippe Lacheau (2023)
- 3 Jours max, regia di Tarek Boudali (2023)
- Cat & Dog (Chien & Chat), regia di Reem Kherici (2024)

#### Televisione
- La Folle Histoire du Palmashow - serie TV, episodio 1x01 (2014)

### Sceneggiatore
- Parigi a tutti i costi (2013)
- Babysitting (2014)
- Babysitting 2 (2015)
- Alibi.com (2017)
- Jour J (2017)
- Christ(off) (2018)
- Nicky Larson et le Parfum de Cupidon (2018)
- Supereroe per caso (Super-héros malgré lui) (2021)

### Regista
- Babysitting (2014)
- Babysitting 2 (2015)
- Alibi.com (2017)
- Nicky Larson et le parfum de Cupidon (2019)
- Supereroe per caso (Super-héros malgré lui) (2021)

### Doppiatore
- Pets - Vita da animali (The Secret Life of Pets) - film d'animazione, regia di Chris Renaud e Yarrow Cheney (2016)
- Peter Rabbit, regia di Will Gluck (2018)

## Doppiatori italiani
Nelle versioni in italiano dei suoi film, Philippe Lacheau è stato doppiato da:
- Nanni Baldini in Alibi.com, Sposami, stupido!, Supereroe per caso, 2 matrimoni alla volta
- Sacha Pilara in Parigi a tutti i costi
- Gianfranco Miranda in Babysitting
- Francesco Sechi in Il truffacuori
- Davide Perino in Cat & Dog
- Matteo Costantini in Brillantissime